# Cosmocampus howensis
Cosmocampus howensis és una espècie de peix de la família dels singnàtids i de l'ordre dels singnatiformes.

## Morfologia
- Els mascles poden assolir 9,5 cm de longitud total.[1][2]

## Reproducció
És ovovivípar i el mascle transporta els ous en una bossa ventral, la qual es troba a sota de la cua.

## Hàbitat
És un peix marí de clima subtropical.

## Distribució geogràfica
Es troba a l'Índic i al Pacífic per sota de 24°S, i des de Jervis Bay (Nova Gal·les del Sud, Austràlia) fins a l'Illa de Pasqua.